# Atletismo nos Jogos Pan-Americanos de 2011 - Lançamento de dardo masculino
A competição do lançamento de dardo masculino foi um dos eventos do atletismo nos Jogos Pan-Americanos de 2011, em Guadalajara. Foi disputada no Estádio Telmex de Atletismo no dia 28 de outubro.

## Calendário
Horário local (UTC-6).
| Data          | Horário | Fase  |
| ------------- | ------- | ----- |
| 28 de outubro | 17:30   | Final |

## Medalhistas
| Ouro   | CUB Gullermo Martínez |
| Prata  | USA Cyrus Hostetler   |
| Bronze | ARG Braian Toledo     |

## Recordes
Recordes mundial e pan-americano antes da disputa dos Jogos Pan-Americanos de 2011.
| Tipo                             | Atleta            | Marca   | Local         | Data                |
| -------------------------------- | ----------------- | ------- | ------------- | ------------------- |
|                                  | Jan Železný       | 98,48 m | Jena          | 25 de maio de 1996  |
| Recorde dos Jogos Pan-Americanos | Emeterio González | 81,72 m | Santo Domingo | 6 de agosto de 2003 |

## Resultados

### Final
| Pos.             | Atleta                  | País                         | 1     | 2     | 3     | 4     | 5     | 6     | Resultado | Obs.                             |
| ---------------- | ----------------------- | ---------------------------- | ----- | ----- | ----- | ----- | ----- | ----- | --------- | -------------------------------- |
| Medalha de ouro  | Guillermo Martínez      | CUB Cuba                     | 87.20 | x     | –     | –     | –     | –     | 87.20     | Recorde dos Jogos Pan-Americanos |
| Medalha de prata | Cyrus Hostetler         | USA Estados Unidos           | 77.97 | x     | 75.24 | 79.20 | 77.17 | 82.24 | 82.24     | Recorde da temporada             |
| Medalha de prata | Braian Toledo           | ARG Argentina                | 76.50 | 79.53 | 76.12 | x     | 73.54 | 76.71 | 79.53     | Recorde pessoal                  |
| 4                | Sean Furey              | USA Estados Unidos           | 74.22 | 72.94 | 74.83 | x     | 77.05 | x     | 77.05     |                                  |
| 5                | Víctor Fatecha          | PAR Paraguai                 | 73.02 | 76.92 | x     | 73.51 | 74.10 | x     | 76.92     | Recorde da temporada             |
| 6                | Júlio César de Oliveira | BRA Brasil                   | 75.61 | 76.24 | 73.74 | x     | 70.12 | 75.03 | 76.24     |                                  |
| 7                | Keshorn Walcott         | TRI Trinidad e Tobago        | 72.92 | x     | 75.77 | 67.65 | –     | 70.08 | 75.77     | Recorde pessoal                  |
| 8                | Juan José Méndez        | MEX México                   | 74.18 | x     | 66.50 | 69.39 | 68.68 | x     | 74.18     |                                  |
| 9                | Michel Miranda          | CUB Cuba                     | 73.91 | x     | x     |       |       |       | 73.91     |                                  |
| 10               | Arley Ibargüen          | COL Colômbia                 | 72.93 | x     | 72.46 |       |       |       | 72.93     |                                  |
| 11               | Felipe Ortiz            | PUR Porto Rico               | 67.93 | 67.71 | 63.23 |       |       |       | 67.93     |                                  |
| 12               | José Lagunes            | MEX México                   | 62.43 | 64.59 | 64.70 |       |       |       | 64.70     |                                  |
| 13               | Justin Cummins          | BAR Barbados                 | x     | 64.34 | 63.91 |       |       |       | 64.34     |                                  |
| 14               | Omar Jones              | IVB Ilhas Virgens Britânicas | 54.98 | 60.24 | x     |       |       |       | 60.24     |                                  |
| 99 !             | Ignacio Guerra          | CHI Chile                    | x     | x     | x     |       |       |       | NM        |                                  |

Legenda
| Recorde mundial                  | Recorde mundial (World record)               |                       | Recorde africano                      | Recorde africano (African) |                                           | Q | Classificado por posição (Qualified) |
| Recorde dos Jogos Pan-Americanos | Recorde pan-americano (Pan-American record)  | Recorde da América    | Recorde da América (Americas)         | q                          | Classificado por melhor tempo (Qualified) |   |                                      |
| Melhor marca do ano              | Melhor marca do ano (World leading)          | Recorde asiático      | Recorde asiático (Asian)              | DNS                        | Não largou (Did not start)                |   |                                      |
| Recorde nacional                 | Recorde nacional (National record)           | Recorde europeu       | Recorde europeu (European)            | DNF                        | Não terminou (Did not finish)             |   |                                      |
| Recorde pessoal                  | Recorde pessoal do atleta (Personal best)    | Recorde da Oceania    | Recorde da Oceania (Oceania)          | DSQ / DQ                   | Desclassificado (Disqualified)            |   |                                      |
| Recorde da temporada             | Recorde da temporada do atleta (Season best) | Recorde sul-americano | Recorde sul-americano (South America) | NM                         | Sem marca (No mark)                       |   |                                      |